# Paramount Home Entertainment
Paramount Home Entertainment (anciennement Paramount Home Media Distribution, Paramount Home Video et Paramount Video) est la division de distribution des contenus de Paramount Pictures créée en 1976. Elle s'occupe du marketing et de la distribution de DVD et de Blu-ray pour les studios Paramount Pictures et plus généralement ceux du conglomérat ViacomCBS.

## Histoire
Avant 1999, en Australie et au Royaume-Uni, les films Paramount tout comme ceux d'Universal étaient distribués par CIC Video (en). Lorsque ce dernier est dissout, Paramount Home Entertainment prend sa suite.
En 2008, Paramount Home Media Distribution lance un service de vidéofilms destiné à la consommation domestique. Il se nomme Paramount Famous Productions.
En octobre 2012, Paramount Home Media Distribution et Warner Home Video signent un contrat, permettant à la Warner de proposer 600 films Paramount sur Warner Archive Collection (en), son service de fabrication à la demande. Le contrat s'arrête en 2017 et les droits des titres reviennent à Paramount,.
En février 2015, Paramount signe un partenariat avec Universal Pictures Home Entertainment : ce dernier peut ainsi distribuer des films Paramount à l'étranger. L'accord prend effet le 1er juillet 2015.
En mai 2015, IFC Films signe un contrat avec Paramount Home Media Distribution pour la distribution de ses films.
En juin 2016, Paramount commence à distribuer des films en format Blu-ray Ultra HD.
En 2019, Paramount Home Media Distribution change de nom pour revenir à Paramount Home Entertainment (nom que la société portait de 1999 à 2011).